# 陳㫒
陳㫒（越南语：／；？—1521年），一作陳昇（越南语：／），是越南後黎朝時期的一位起義軍首領，靈鄒山崇岩寺山麓人。
陳㫒是陳暠的兒子。洪順八年（1516年），陳㫒與父親陳暠一起發動叛亂。陳暠被擊敗之後，退往諒源，傳位給陳㫒。陳㫒登基，改元宣和。
陳㫒雖登基，但僅能藏匿在山中。光紹六年（1521年）八月，莫登庸奉黎昭宗之命往京北諒源地方搜捕陳㫒。陳㫒逃走，其妻與其女都被莫登庸捕獲處死。陳㫒逃往七原州。